# Ammothella tuberculata
Ammothella tuberculata là một loài nhện biển trong họ Ammotheidae. Loài này thuộc chi Ammothella. Ammothella tuberculata được miêu tả khoa học năm 1904 bởi Cole.